# Mário Frota
José Mário Frota Moreira (Granja, 22 de fevereiro de 1943) é um advogado e político brasileiro natural do Ceará e que fez carreira política no Amazonas.

## Biografia
Filho de Francisco Moreira de Sousa e de Francisca Diva Frota Sousa. Bacharelou-se em Ciências Jurídicas e Sociais pela Universidade Federal do Amazonas em 1972.
Iniciou sua carreira política pelo MDB elegendo-se deputado federal em 1974 e 1978 e com o fim do bipartidarismo ingressou no PMDB sendo reeleito em 1982 e como parlamentar  votou a favor da Emenda Dante de Oliveira e votou em Tancredo Neves no Colégio Eleitoral.
Por ocasião das eleições de 1986 no Amazonas entrou em dissensão com o governador Gilberto Mestrinho e por extensão com o diretório estadual do PMDB, fato que o levou a deixar a legenda filiando-se ao PSB sendo candidato ao Senado Federal tendo outro dissidente, Arthur Virgílio Neto, disputado o governo do estado pelo mesmo partido, sem que lograssem êxito em suas candidaturas. Em 1988 Arthur Virgílio foi eleito prefeito de Manaus (PSB) derrotando Gilberto Mestrinho e Mário Frota foi eleito vereador pelo PSDB, abdicando da reeleição em 1992.
Candidato a governador do Amazonas pelo PMN em 1990 num pleito vencido em primeiro turno por Gilberto Mestrinho, passou pelo PDT, PST e PP obtendo por este último uma suplência de deputado federal em 1994. De volta ao PSDB foi eleito deputado estadual em 1998. Durante seu mandato retornou ao PDT onde permanece até os dias atuais sendo reeleito deputado estadual em 2002, vice-prefeito de Manaus na chapa de Serafim Corrêa (PSB) em 2004 e em 2008 foi eleito vereador na respectiva cidade.